# セメダイン

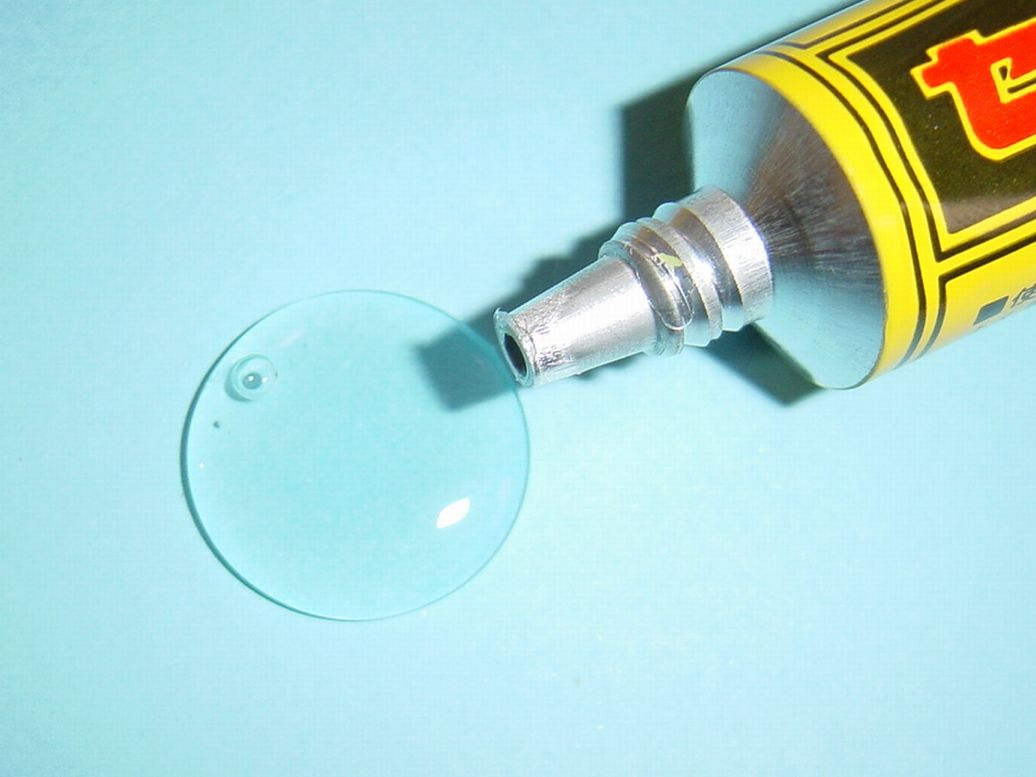
セメダインC

セメダイン株式会社 (Cemedine Co., Ltd.) は、日本の大手接着剤メーカーである。日本初の合成接着剤を開発した。東京都品川区に本社を置く。

## 社名
社名は、創業者の今村善次郎（1890年生）が接着剤の商品名として考案した造語で、結合材を意味する「セメント」（"CEMENT"）と力の単位である「ダイン」 ("DYNE")の変形を組み合わせたものだが、そのほかに、創業当時日本の接着剤市場を席巻していたイギリス製の接着剤『メンダイン』（MENDINE）を市場から「攻め」出すということから、「攻め出せ、メンダイン」という意味が込められているとも言われている。
「セメダイン」という語は戦前から既に一般名化して「接着剤」といった意味に使われていた。また、セメダイン社製品や接着剤一般のことを「セメンダイン」と誤記されることがある（「セメン」はセメント（接着剤）の略称）。
なお、当社は「当時はまだ『接着剤』という言葉はありませんでした」「この『接着剤』という言葉も、今村善次郎が創った言葉」だと主張しているが、誤りである。「接着剤」という言葉は明治30年（1897年）以前に既に存在していた。ただ、慣用語ではなく:28、一般化させたのは今村のようだ:28という仮説である。また、今村は「接着材」ではなく「接着剤」という字を選んだ:28が、「剤」という字も以前から「接合剤（劑）」、「膠着剤（劑）」のように使われていたから、今村の発明というわけではない。

## 著名な商品
同じ商品名であっても時期によって成分や外形は異なる。同じ成分の物を複数の名称で呼ぶこともある。

### セメダインC
「セメダインC」はニトロセルロース接着剤:31。別名:CEMEDINE C、C號、C号、C。
木、紙、布の接着用。プラモデル（一般的なスチロール樹脂製のもの）の接着には不適当で、変形する可能性がある。
1938年発売:31だが、同一商品名であっても時期によって溶剤成分などの変更を複数回おこなっている。
| 資料年 | 2018頃                                              | 2010-2020 | 1983頃                                                        | 1961       | 1948頃     | 1938 |
| 資料名 | 箱表示                                              | 2016 SDS , 2010 MSDS | 第三者定性分析                                                |            |            |      |
| ------ | --------------------------------------------------- | --- | ------------------------------------------------------------- | ---------- | ---------- | ---- |
| 主成分 | - セルロース 20% - 酢酸ビニル樹脂 5% - 有機溶剤 75% | （製品規格値ではない） - ニトロセルロース 10-20% - 酢酸ビニルポリマー 1-10% - アセトン 40-50% - エタノール 1-10% - イソプロパノール 1-10% - 酢酸ブチル 1-10% - ブタノール 1-5% | - メタノール - エタノール - イソプロピルアルコール - アセトン |            |            |      |
| 印刷名 | セメダインC                                         | |                                                               | CEMEDINE C | CEMEDINE C |      |

セメダインCは1963年頃の一般消費者向け主力だった:111が、他製品発売により売上内比率は低下したものの、1992年度でも1%を占め年間約250万本（容量不明）生産していた。
2013年にセメダインCは日本初の合成接着剤として国立科学博物館が選定する重要科学技術史資料 § 第6回（2013年）（未来技術遺産）に登録された。登録されたのは「製作年1975年頃」のバージョンである。
工業用製品「321」は本品とほぼ同等品。

#### 商品名
当社は2018年頃から「セメダイン」の後に続く「C」部分のみが社内で言う「商品名」にあたることを強調しだした。
あわせて従来「CEMEDINE C」あるいは「セメダインC」となっていたホームページ商品ページ

を「C」に変更した。しかし製品への印刷名、カタログ等の商品名、製品名はいずれも「セメダインC」としている。

### プラモデル用セメダイン
「プラモデル用セメダイン」という商品名であっても、チューブ入り品とビン入り品では成分比率が違う。
一時期、当社ホームページから除外されていた。

#### プラモデル用セメダイン（チューブ入り）
「プラスチックモデル用」という商品名の製品は1962年発売:79。スチロール樹脂製プラモデル用接着剤。ポリスチレン樹脂溶剤系。セメダインCと類似のチューブ色（黄色）、接着剤色（無色透明）だが成分は異なる。
| 資料年 | 2020                   | 2020 | 1983頃                               | 1971頃                                                        | 1962 |
| 資料名 | ホームページ           | 2017 SDS | 第三者定性分析                       | 第三者分析                                                    |      |
| ------ | ---------------------- | --- | ------------------------------------ | ------------------------------------------------------------- | ---- |
| 主成分 | 不記載                 | （製品規格値ではない） - ポリスチレン樹脂 20-30% - アセトン 30-40% - 石油ナフサ 1-5% - シクロヘキサン 10-20% - 酢酸n-ブチル 10-20% - メチルイソプロピルケトン 1-5% - n-ヘキサン 0.1-1% - イソプロピルアルコール 0.1-1% | - 有機溶剤 - 酢酸n-ブチル - アセトン | - 不揮発分(JIS規格の定義) 30% - 酢酸エチル 39% - トルエン 31% |      |
| 印刷名 | プラモデル用セメダイン | |                                      |                                                               |      |

#### プラモデル用セメダイン（ビン入り）
スチロール樹脂製プラモデル用接着剤。ポリスチレン樹脂溶剤系。「プラモデル用セメダイン（チューブ入り）」と商品名は類似しているが成分比率は異なる。
| 資料年 | 2020                   | 2020 | 1983頃 | 1962 |
| 資料名 | ホームページ           | 2018 SDS | 第三者定性分析                                                                                                  |      |
| ------ | ---------------------- | --- | --- | ---- |
| 主成分 | 不記載                 | （製品規格値ではない） - ポリスチレン 10-20% - アセトン 40-50% - 石油ナフサ 1-5% - シクロヘキサン 20-30% - 酢酸n-ブチル 10-20% - メチルイソプロピルケトン 1-5% - n-ヘキサン 0.1-1% - イソプロピルアルコール 0.1-1% | - n-ヘキサン - 酢酸n-ブチル - イソプロピルアルコール - n-ブチルアルコール - アセトン - メチルイソプロピルケトン |      |
| 印刷名 | プラモデル用セメダイン | | |      |

### セメダインコンタクト
クロロプレンゴム系のコンタクト式接着剤。1963年発売:79。2005年時点ホームページ商品ページには不掲載。
| 資料年 | 1973                           | 1971頃                                                                        | 1963 |
| 資料名 | 第三者分析                     | 第三者分析                                                                    |      |
| ------ | ------------------------------ | ----------------------------------------------------------------------------- | ---- |
| 主成分 | - トルエン 42% - 酢酸エチル 5% | - 不揮発分(JIS規格の定義) 30% - n-ヘキサン 18% - 酢酸エチル 8% - トルエン 43% |      |
| 印刷名 |                                |                                                                               |      |

#### 学校工作用セメダイン
1960年発売:79。
セメダインコンタクトと同じ用途、同じ使用方法のコンタクト接着タイプの接着剤。コンタクトとの違いは不記載。チューブは赤ラベル。2005年時点ホームページ商品ページには不掲載。

#### セメダインハイコンタクト
1972年発売:79。
| 資料年 | 2007頃                                                         | 1972 |
| 資料名 | 大学病院医療情報ネットワーク                                   |      |
| ------ | -------------------------------------------------------------- | ---- |
| 主成分 | - 合成ゴム（クロロプレンゴム）31% - 有機溶剤（エタノール） 69% |      |
| 印刷名 |                                                                |      |

## 歴史
創業者となる今村善次郎は1910年代に自分で製造した家具用ワックスや靴墨、およびイギリス製の接着剤「メンダイン」(MENDINE)を販売していた:15。メンダインは膠系（ニカワけい）のチューブ入り接着剤である:712。

### セメダイン発売

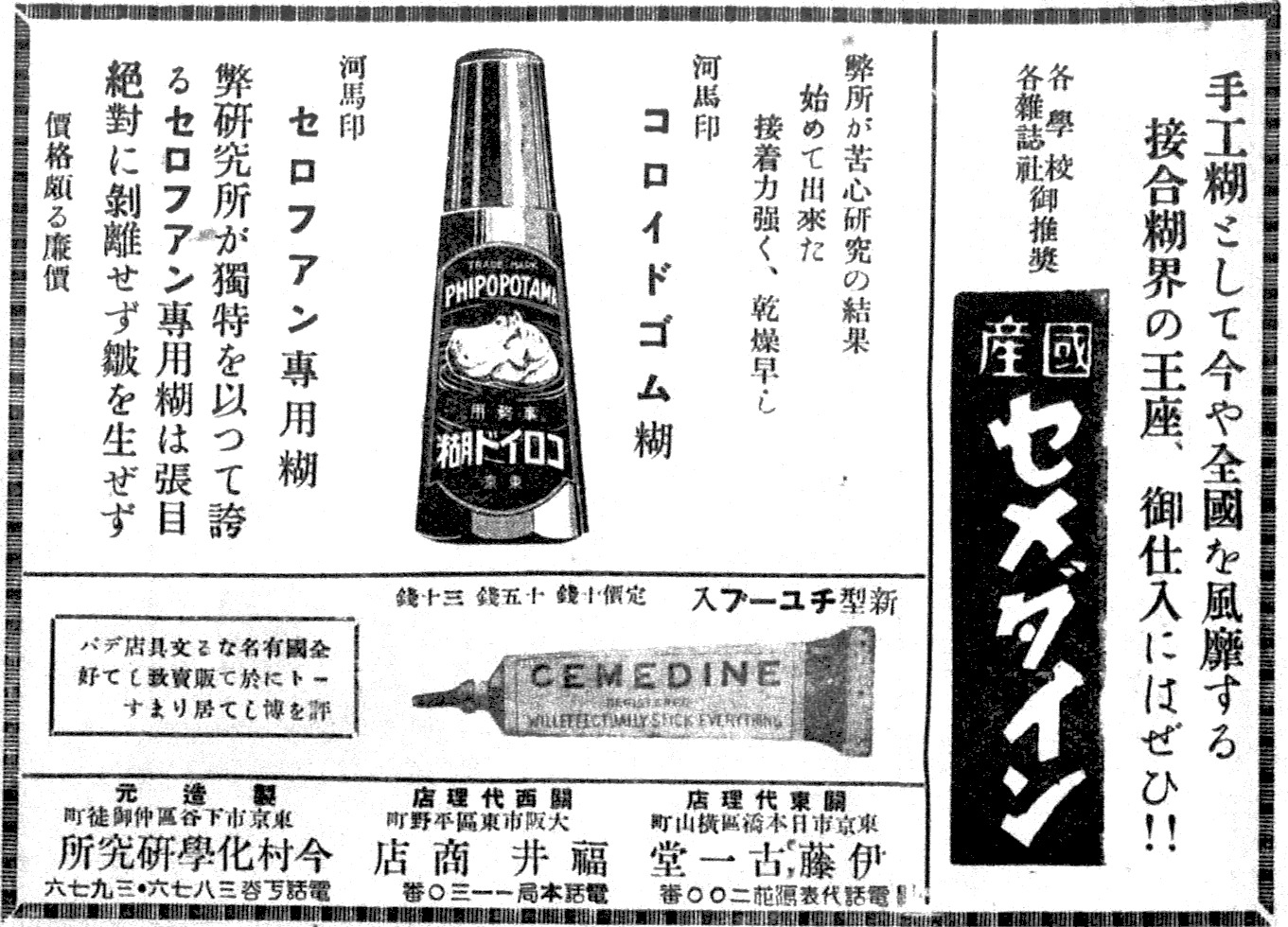
セメダイン写真入り広告。1934年

今村は輸入接着剤を模倣:27したチューブ詰めの化学のりの自社開発を試み、大正11年(1923年):19に製造に成功した。この膠系接着剤:33を「セメダイン」という商品名で販売するのだが、発売年について当社作成の社史である『セメダイン五十年史』は二説が錯綜している:
- （初代）「セメダイン」と「セメダインA号」を別物視する説: 「セメダイン」は1923年発売[C 1]:19、あるいは1926年頃までには発売[C 1]:23。
- （初代）「セメダイン」と「セメダインA号」を同一視する説: 1923年に製造に成功し、後日それを商品化したものが「セメダインA号」[C 1]:27。つまり最初の「セメダイン」の発売は1927年以降ということになる。

科学博物館は1923年説を採用せず、「昭和10年頃までに『セメダインA』などを販売」(=1935年頃)としている:396。実際に1932年(昭和7年)までには販売されていた。
いずれにせよ、少なくとも商品名表示としては"CEMEDINE"（"A"の字なし）と、"CEMEDINE A"（"A"の字あり）:36という別々の商品が存在する。

### CEMEDINE A発売
チューブ入り接着剤。別名:セメダインA号、セメダインA、A號、A号。
発売年は、『セメダイン五十年史』によれば1927-1931年:27,29,202、科学博物館によれば1935年頃までに:396。
セメダインAの成分は蛋白質系（蛋白質系とは、膠系、カゼイン系、アルブミン系、大豆タンパク質系などの総称:369）。包装には「高級剤配合のコロイド状」としか記載されていない。
後の工業用製品名No. 341はセメダインAと同等品。
1931年に"CEMEDINE"の英文字をかたどったロゴマークを商標登録している。この商標登録の商品区分は「ニベ糊とカゼインとの合成糊」に限定されていた。ニベ糊とは魚膠（うおニカワ。魚から作った膠）。しかし『セメダイン五十年史』には膠とカゼインを混合した接着剤製品の言及はない。
当社は「セメダイン」を登録商標0226905で取得したとしている:203が、実際には英文字だけで、カタカナの「セメダイン」はない。

### カゼイン糊発売
『セメダイン五十年史』によれば、「セメダインA号」が耐水性に欠けるのを改善すべくミルクカゼイン系接着剤を開発:28。「桜のり」、「セメダインA号」に続く第三の接着剤商品として発売した:28とあるが、時期・商品名は不明（に記載なし）。

### CEMEDINE C発売
従来商品より耐水性、耐熱性、耐油性に優れたニトロセルロース系の接着剤である「セメダインC」を1938年に発売:31。開発者は佐藤十三:31。チューブ入り。模型、家庭修繕のほか、工業用としてプロペラ製造や自動車用途にも使えるとしている。『セメダインC』は、第二次世界大戦前・戦中の模型航空教育、模型飛行機ブームに乗って需要が急増した:51。学校工作用接着剤の配給対象にもなった。

### CEMEDINE B発売
チューブ入り接着剤。1940年(昭和15年):46発売、つまりCEMEDINE Cよりも後。
『セメダイン五十年史』によれば、セメダインBは加硫ゴムをベースにしたゴム系:46、工業用版は「セメテックスB」、開発者は羽生龍郎ら:46。しかし後に、ミルクカゼイン系接着剤がセメダインBかもしれないという異説が出ている。さらに別説として「B、C品はクレヤラッカーが主成分」、つまりセメダインCと主成分は同じという書籍もある。
耐水、耐酸、耐震、絶縁性 が特長。品種によっては耐加里、不凍性もうたっている。用途で特徴的なのがゴム、金属、エボナイト、ベークライト等の接着。これらの特徴は「セメテックスB」と共通である:36。

### 発展
セメダイン以外のブランドでも各種商品を販売した。

「桜のり」（デキストリン系糊:27）は1927年に発売:202。商品名は、
- 『セメダイン五十年史』本文では「桜のり」[C 1]:27
- 事務用パッケージ印字名は「さくら糊」[C 1]:35[C 2]
- 写真用パッケージ印字名は「櫻糊」[C 1]:35[C 2]

と、表記がまちまちである。
同時代の他社商品に、田丸化学工業製造の「サクラ糊」という接着剤や、六桜社製で小西六が販売した「さくら写真糊」があってまぎらわしい。
1935年時点までに「河馬印 コロイドゴム糊」、「河馬印 セロファン専用糊」、「ホームセメダイン」（アラビアゴム糊）、接着剤以外も含めて十品目以上の商品があった:30。マスコミ宣伝を重視し、会社規模の割には大きな広告宣伝費をかけてきた:22。
戦時中には、軍需用途の接着剤需要増加と、模型飛行機ブームによるセメダインCの需要増加により、戦時中でありながら販売は好調だったが原料入手と社員の出征による減少に苦慮した:54。今村は接着剤業界代表の一員となっていた。
戦後はプラスチックモデル（プラモデル）用の接着剤（1962年発売:79）も普及した。1963年頃の一般消費者向け主力はセメダインCと#セメダインコンタクト:111だった。セメダインA号・B号は終戦後もしばらく販売されていたものの終了して久しいが、2020年にCEMEDINE Bの現物が再発見された。
同社の全売上高のうち一般消費者向けは1963年時点で34%:111、2020年3月期時点では17%である。現在は、木工用、金属用、工業用の他に建築用にもシーラントなどの防水用接着剤やシリコーン系の接着剤など様々な接着剤を販売している。また、DIYショップなどが普及したため、同社が販売していたプロ用の接着剤も容易に入手できるようにもなった。

## 年表
- 1923年（大正12年） 創業者今村善次郎が東京において接着剤類の製造販売を開始[48]
- 1935年以前（昭和10年） 「セメダインA号」発売[C 4]:396
- 1938年（昭和13年） 「セメダインC」発売[C 1]:31
- 1941年（昭和16年） 東京都荒川区において「各種接着剤の製造販売」を目的として有限会社今村化学研究所を設立[48]
- 1948年（昭和23年） 東京都千代田区において株式会社今村化学研究所を設立[48]
- 1951年（昭和26年） 当社製品の販売会社としてセメダイン株式会社を設立 本社を東京都荒川区に移転[48]
- 1956年（昭和31年） 株式会社今村化学研究所がセメダイン株式会社を吸収合併し、商号をセメダイン株式会社と変更 本社を東京都千代田区に移転[48]
- 1962年（昭和37年） 茨城工場を新設[48]
- 1966年（昭和41年） 一般工作用接着剤のJIS表示許可を受ける[48]
- 1968年（昭和43年） 東京証券取引所市場第二部に上場[48]
- 1969年（昭和44年） 本社を東京都品川区に移転 大阪証券取引所市場第二部に上場[48]
- 1975年（昭和50年） ボンド遊び防止対策として、一般用接着剤からトルエン成分を除去する成分変更を完了[49]
- 1978年（昭和53年） 台湾に台湾施敏打硬股份有限公司を設立[48]
- 1981年（昭和56年） タイにCEMEDINE(THAILAND)CO., LTD.を設立[48]
- 1990年（平成2年） 三重工場を新設[48]
- 1999年（平成11年） ヘンケル社と合弁会社セメダインヘンケル株式会社（後のセメダインオートモーティブ株式会社、さらに後に完全子会社）を設立[48]
- 2004年（平成16年） タイにASIA CEMEDINE CO., LTD.を設立[48]
- 2006年（平成18年） シー・エヌ・シー株式会社（後のセメダインケミカル株式会社）を設立[48]
- 2012年（平成24年） 本店を品川区東五反田から同区大崎のゲートシティ大崎イーストタワーに移転[48]
- 2012年（平成24年） 「パーフェクトデコ」の広告をJJに出稿、二十数年ぶりの一般誌への広告出稿となる[50]、中国に思美定（上海）貿易有限公司を設立、フィリピンにCEMEDINE PHILIPPINES CORP.を設立[48]
- 2016年（平成28年） 株式会社カネカが株式公開買付けを実施し51%の株式を取得。同社の子会社となる[51]
- 2017年（平成29年） セメダインオートモーティブ（株）を吸収合併[48]
- 2019年（平成31年） 思美定（寧波）汽車新材料有限公司を解散し清算[48]
- 2022年（令和4年） 7月28日に東京証券取引所スタンダード市場上場廃止。8月1日に簡易株式交換によりカネカの完全子会社となる[52]。

## 事件

### ボンド遊び
1967年頃から社会問題となったボンド遊び問題で「セメダイン」という品名も挙がった。当社製品のことなのか、単に一般名化した「有機溶剤系接着剤」のことなのか判然としないケースが多いが、当社の「セメダインコンタクト」と判明している事例もある。
ボンド遊び問題に対しては行政が1973年に毒物及び劇物取締法改正（俗称「シンナー規制法」）、接着剤メーカ各社は接着剤成分変更するという対策がされた。セメダイン社も1975年頃までに成分変更を実施した。

### カルテル
1987年にシリコーンシーリング材メーカー11社が独占禁止法違反の価格協定したとして、1988年に公正取引委員会から勧告審決を受けた。

### 労働争議
労務分野で「セメダイン事件」（2001年判決）と呼ばれている、労働組合関連の判例がある（労働組合法 § 定義）。

### リコール（アスベスト含有製品）
2004年の労働安全衛生法改正により接着剤への石綿（アスベスト）含有率の規制値が厳しくなった（石綿重量比1%超の製品の製造禁止）が、翌年2005年に、接着剤メーカ複数社が法改正後も規制値を超える製品を製造していることが発覚した。
セメダイン社は当初「1998年までに全製品で石綿の配合を全面廃止している」という主旨の説明をしていた
が、結局4品種（No 190、No 195、No 199、業務用コンクリメントA）が該当することが判明し、自主回収を行なった。後に製品を改良対策した。

### リコール（ビンが割れる危険性）
2016年に、ビンが割れる危険性があるとして自主回収（リコール）を実施した。
対象商品は「プラモデル用 30ml」ビン入りのうちの特定日製造分（キャラクター入りの特別品）。

## トリビア
- 2013年（平成25年） テレビ番組『ほこ×たて』に最強接着剤[要追加記述]として出場し、重機と対決したところ、勝利した[62]。
- 創業当時の手本として引き合いに出される「メンダイン」は、イギリスの会社の接着剤"MENDINE"[34]。「セコチン」もイギリスの会社の接着剤"SECCOTINE"[63]で、後にフランスの会社にもライセンスされた。「テナシチン」もイギリスの会社の接着剤"TENASITINE"[64]。セメダイン社の資料にテナシチンはアメリカ製[C 1]:11とあるが、少なくとも会社はイギリスである。CEMEDINEは商品名を舶来品風に英語表示している[65]。日本で2020年にMENDINEの現物が「セメダインB号」の現物とともに再発見された[66]。

### 基本資料
1. 1 2 3 4 5 6 7 8 9 10 11 12 13 14 15 16 17 18 19 20 21 22 23 24 25 26 27 28 29 30 31 32 33 34 35 36 37 38 39 40 41 42 43  セメダイン 編『セメダイン五十年史』セメダイン、1973年11月1日。国立国会図書館書誌ID:000001160996。
  - p19引用:「製造に成功したのは...大正十二年秋のことである。その年の十一月、...『セメダイン』と命名し、...製造販売を開始したのである。」
  - p19引用:「...『セメダイン』の語源は...『セメント』と...『ダイン』とによる造成語...というのが通説になっている。しかし一説には...『メンダイン』以下の輸入品を、市場から『攻め』（セメ）出すということから...『セメダイン』の命名になったということである。 」
  - p26-27引用:「大正十二年秋に、『セメダイン』の製造に成功した...が、その商品化にあたっては、...黄色地に赤字を配したカラフルなラベルを使用し、これを『セメダインA号』として市場に送ったが...。そして実際には、この『桜のり』が...『セメダイン』の...一足先に発売され、...。次いでいよいよ『セメダインA号』の発売となったのであるが...」
  - 本書には『セメダイン』発売が大正年間だったという記述はあるが、『セメダインA号』発売が大正年間だったという記述はない。
  - 本書には『セメダインA号』の成分について言及はない。（初代）『セメダイン』との異同についても記述はない。
  - 本書には『カゼイン糊』の発売年、商品名は記載されていない。
  - p35: 商品包装写真
    - CEMEDINE Aのチューブラベル:「有限會社」とあることから1941年以降。
    - CEMEDINE Bチューブ用の箱:「有限會社」「株式会社」いずれもない。価格50銭。
    - CEMEDINE Cチューブ用の箱:「株式会社」とあることから1948年以降。「學校配給品」
    - 事務用さくら糊の箱: 「株式会社」とあることから1948年以降。
    - 写真用櫻糊の箱: 「株式会社」とあることから1948年以降。「写真用桜糊は特殊原料を以って化学的に製造してありますから...」

  - p36: 商品包装写真
    - CEMETEX Bチューブ用の箱:「有限會社」「株式会社」いずれもない。
    - CEMEDINE A縦型用の箱: 「有限會社」「株式会社」いずれもない。18GM入 20銭
    - CEMEDINE B縦型用の箱: 「有限會社」「株式会社」いずれもない。21GM 50銭
    - CEMEDINE C縦型用の箱: 「有限會社」「株式会社」いずれもない。3?GM 30銭

  - p59: 戦前の取引先一覧 納入先: 大手文具店をはじめ、大手自動車メーカ、大手飛行機メーカ。小西六写真工業。飛行機メーカだが接着剤の競合でもあった愛知時計電機も列記。
  - pp78-79: 年次別製品上市概況 （昭和24年～昭和48年の間の各製品の発売年一覧表）
  - p79: 一般市販製品一覧表 昭和35年(1960年) 商品名『学校工作用セメダイン』発売
  - p111引用: 昭和38年業績 販売高: 文教製品595百万円, 工業製品1,134百万円, 粘着テープ1百万円 (出典の数字を四捨五入して短縮)
  - pp202-211: 略年譜
2. 1 2 3 4 5  “ニッポン・ロングセラー考・Vol.018 セメダインC”. COMZINE.   NTTコムウエア (2004年11月). 2020年9月18日閲覧。 （「取材協力：セメダイン株式会社」。出典不記載。）
  - 「ニカワに変〔ママ〕えてミルクカゼインを原料とする新しい接着剤『セメダインＢ』を開発した」とあるが、(セメダイン五十年史 1973)によればセメダインBはゴム系。
  - 商品ラベル写真 CEMEDINE A, B, C は(セメダイン五十年史 1973, p. 35)から価格等を切除加工してある
3. 1 2  “2013年度登録「重要科学技術史資料（未来技術遺産）」”.  国立科学博物館. 2023年2月22日閲覧。 “第00133号セメダインＣ ― 日本初の合成接着剤 ―”
  - 2013年9月3日付プレスリリース “セメダインＣ、 世界初の蚊取線香など 2 2 件の 「 重要科学技術史資料（ 愛称： 未来技術遺産） 」の 登録と登録証授与式について” (PDF).   国立科学博物館. p. 31 (2013年8月28日). 2020年9月19日閲覧。 “第00133号 名称「セメダイン C」 製作年 1938年”
  - 2013年9月19日版資料 “2013年度登録 第00133号 名称「セメダイン C」” (PDF).   国立科学博物館 (2013年9月19日). 2020年9月19日閲覧。 “製作年 1975年頃” (製作年「1938年」が「1975年頃」に修正されている)
4. 1 2 3 4  柳澤, 誠一「3.接着剤の歴史I」『接着剤技術の系統化調査』（pdf）国立科学博物館〈国立科学博物館 技術の系統化調査報告〉、2012年8月20日、390頁。2020年9月18日閲覧。 （ 国立科学博物館 産業技術史資料情報センター 技術の系統化調査報告書 VI.化学関連 09「接着剤技術の系統化調査」 内）
5. ↑  セメダイン. “CEMEDINE A”. twitter.com (投稿者cemedinecoltd).   twimg.com. 2020年10月8日時点のオリジナルよりアーカイブ。2020年10月8日閲覧。 (CEMEDINE Aチューブ型の未加工ラベルの写真)
6. 1 2  セメダイン. “CEMEDINE B”. twitter.com (投稿者cemedinecoltd).   twimg.com. 2020年10月8日時点のオリジナルよりアーカイブ。2020年10月8日閲覧。 (CEMEDINE Bチューブ型の未加工包装の写真)
7. ↑  セメダイン. “CEMEDINE B”. twitter.com (投稿者cemedinecoltd).   twimg.com. 2020年10月11日時点のオリジナルよりアーカイブ。2020年10月11日閲覧。 (CEMEDINE B縦型の包装箱の写真)

### その他
1. 1 2 3 4 5 6  セメダイン株式会社 第91期決算公告
2. 1 2  日本航空協会 編「航空人名簿 今村善次郎」『航空年鑑 昭和30年版』（pdf）日本航空協会、1955年、375頁。「(2)明23.11.19; (5)(略) 日本ゴム統制組合連合会接着剤部長 (略)」 (google books)
3. 1 2  “会社案内 沿革”. セメダイン. pp. 「社名の由来」の項. 2020年9月18日閲覧。 “もう一つの意味があると言われています” (断言はしていない)
4. ↑  用例: 高橋, 直二、西田, 利明『興味ある図解工作法を中心とした基礎的な模型飛行機の作り方』東港書店、1944年10月1日、31頁。doi:10.11501/1720240。 （「セメダイン」を強力接着剤という意味で使っている）
5. ↑  「セメンダイン」の用例:
  - 一般名: 井出, 耕一郎『交通機関 : 私たちの理科教室』国民図書刊行会、1950年3月25日、p109,110,111頁。doi:10.11501/1168111。2020年10月6日閲覧。
  - 固有名詞: 芝崎一郎（著）、日本ゴム協会誌（編）「ゴムと金属の接着」『日本ゴム協会誌』第39巻第10号、日本ゴム協会、1966年、870頁、doi:10.2324/gomu.39.870。
  - 固有名詞: 松井, 達郎、小島, 裕史、薮, 穣「シーリング材の硬化速度の解析」『化学工学論文集』第25巻第1号、化学工学会、1999年、117頁、doi:10.1252/kakoronbunshu.25.117。
  - 固有名詞: 日本接着学会誌（編）「総説 異種材料接着接合（本文著者:秋本 雅人）」『日本接着学会誌』第54巻第6号、日本接着学会、2018年、212頁、doi:10.11618/adhesion.54.212。
6. ↑  「セメン」『三省堂大辞林 第三版』。コトバンクより2020年10月20日閲覧。
7. ↑  農商務省特許局 編「第51類 接着剤 並にその製造方法及装置」『明治18年8月14日-29年12月31日 特許発明分類表』特許新報社、1897年6月3日、89頁。doi:10.11501/1939419。: 特許発明区分として「接着剤」という語が存在している
8. ↑  特許局「発明界の一大進展」『読賣新聞』1916年2月18日、2020年10月13日閲覧。「特許数一万一千六百八十五の中、...接着劑の四が最も少い」 (出典:神戸大学経済経営研究所 新聞記事文庫 産業所有権(1-069) 読売新聞 1916.2.18 (大正5)) (特許関連記事ではあるが、一般新聞にも「接着劑」説明なく掲載されている。)
9. ↑  用例: 鈴木, 彦馬『化学工芸宝鑑』南江堂、1896年6月16日、250頁。doi:10.11501/847506。「第十七 接合劑」
10. ↑  用例: 株式会社 瑞穂商會「(広告) 独逸發明最優秀 膠着劑「セルタス」」『官報』1922年8月17日、doi:10.11501/2955132。
11. ↑  “家庭用 接着剤 模型用接着剤シリーズ C”. セメダイン. 2020年9月18日閲覧。
12. 1 2 3  庄司, 英一 (2018年6月30日). “【役立つ道具の話】セメダインC”. 先端マテリアル創造ものづくり研究室.   福井大学. 2020年9月18日閲覧。 の中の製品梱包品質表示
13. ↑  “あなたが好きなロングライフデザイン賞候補を応援しよう！ セメダインC”. グッドデザイン賞. ロングライフデザイン賞 (2014年). 2020年9月20日時点のオリジナルよりアーカイブ。2020年9月20日閲覧。
14. 1 2   (pdf) 安全データシート GJ0563-1,2010/01/26 「製品名称: セメダイン C」. セメダイン. (2016-06-21) [1997-06-24]. p. 1.  オリジナルの2020-09-23時点におけるアーカイブ。 2020年9月20日閲覧。: (“セメダイン工作用Ｃ２０ｍｌ／箱”. TRUSCO オレンジブック.com. 2020年9月20日閲覧。のページ内より)
  - “SDS/カタログ検索 SDS” (pdf). セメダイン. 2020年9月19日閲覧。 から「C」選択ダウンロード。登録要。
15. 1 2   (pdf) 製品安全データシート GJ0563-1,2010/01/26 「製品名: セメダイン C」. セメダイン. (2010-01-26) [1997-06-24]. p. 1 (「C」を選択ダウンロード。2020年時点ではリンク切れ)
16. 1 2 3  深掘, すみ江、増田, 富江、中明, 賢二「家庭用品から発生する有機溶剤の種類とその気中濃度に関する調査事例」（pdf）『労働科学』第59巻第6号、1983年、273頁。
17. ↑  「長寿命商品のパワー - セメダイン セメダインC」『近代企業リサーチ』、中小企業経営管理センター、1993年4月10日、76頁、国立国会図書館書誌ID:000000005817。
18. ↑  藤井, 清「最近の有機合成接着剤とその利用について(紹介)」『日本物理教育学会誌』第11巻第2号、日本物理教育学会、1964年、36頁、doi:10.20653/pesjkaishi.11.2_77。 (通巻ページはp.11(80))
19. ↑  @cemedinecoltd「こちらの商品名は「C」です」2018年11月29日。X（旧Twitter）より2020年9月27日閲覧。
  - @cemedinecoltd「これの商品名は「C」です」2020年1月24日。X（旧Twitter）より2020年9月18日閲覧。
  - @cemedinecoltd「「セメダインC」とつなげて呼んでいただく分には合っております」2020年1月25日。X（旧Twitter）より2020年9月18日閲覧。
20. ↑  “模型・プラモデル用接着剤”. セメダイン. pp. 「セメダインC」の節. 2018年12月1日時点のオリジナルよりアーカイブ。2020年9月18日閲覧。
21. ↑  “家庭用 条件を指定してさがす”. セメダイン. pp. 「C」の節. 2019年5月18日時点のオリジナルよりアーカイブ。2020年9月18日閲覧。
22. ↑  “06 ホビー・クラフト用” (pdf). 一般用総合カタログ ((386)19A-2MC ed.). (2019-03-07). p. 26.  オリジナルの2020-09-19時点におけるアーカイブ。 2020年9月19日閲覧。 (直接リンク不可能化。SDS/カタログ検索画面から「一般用総合カタログ」選択)
  - p2引用: カタログ内商品の見方、表示の説明: 表示内容 - 商品名
23. ↑  2001年時点の当社ホームページのアーカイブ “一般家庭用セメダイン 接着剤早見表”. セメダイン (2001年1月11日). 2001年1月11日時点のオリジナルよりアーカイブ。2020年10月4日閲覧。 (「プラモデル用」不在。「コンタクト」不在)
24. 1 2 3 4  “家庭用 接着剤 模型用接着剤シリーズ プラモデル用”. セメダイン. 2020年9月18日閲覧。
25. ↑   (pdf) 安全データシート「製品名称: セメダイン プラモデル用（チューブ入り）」製品番号(SDS NO):GJ2013-10. セメダイン. (2017-01-16) [2011-04-15]. p. 2.  オリジナルの2020-10-04時点におけるアーカイブ。 2020年10月4日閲覧。: (“セメダイン プラモデル用 ２０ｍｌ／箱 ＣＡ－２１５”. TRUSCO オレンジブック.com. 2020年9月20日閲覧。のページ内より)
  - “SDS/カタログ検索 SDS” (pdf). セメダイン. 2020年9月19日閲覧。 から「SDS プラモデル用(チューブ) 」選択ダウンロード。登録要。
26. 1 2 3  寺岡, 葵「接着剤吸引少年について」『精神神経学雑誌』第76巻第9号、日本精神神経学会、1974年、606頁、国立国会図書館書誌ID:7566773。 (電子版なし)
  - p606:第13表「ボンドの種類と成分表」出典:通商産業省商品検査所：家庭用接着剤分析試験結果報告書（抄）.東京(1971)
  - p606:第13表 調査対象75例中の延べ吸引者数: セメダインコンタクトA:56; プラボンド:25; セメダインプラモデル用:7; ボンドG-17:5; その他:5
27. ↑   (pdf) 安全データシート「製品名称: セメダイン プラモデル用（ビン入り）」製品番号(SDS NO):GJ0824-10. セメダイン. (2018-06-18) [1997-10-16]. p. 2.  オリジナルの2020-10-04時点におけるアーカイブ。 2020年10月4日閲覧。: (“セメダイン プラモデル用 ３０ｍｌ／ビン ＣＡ－２１６”. TRUSCO オレンジブック.com. 2020年9月20日閲覧。のページ内より)
  - “SDS/カタログ検索 SDS” (pdf). セメダイン. 2020年9月19日閲覧。 から「SDS プラモデル用瓶入り 」選択ダウンロード。登録要。
28. ↑  武久, 正昭、吉田, 健三、川上, 和市郎、瀬口, 忠男、田中, 隆一、渡辺, 博正、綿貫, 孝司、菊池, 榮助『液体窒素使用低温照射実験に伴なうオゾン分解爆発とその防止対策』日本原子力研究所、1976年1月、6頁。doi:10.11484/jaeri-m-6363。2020年10月24日閲覧。
  - Takehisa, Masaaki、et.al.『Explosion of irradiated liquid nitrogen due to ozone decomposition』日本原子力研究所、1976年1月、6頁。2020年10月24日閲覧。 (IAEAにある上記資料のコピー。OCR付加。直接リンク:8301331.pdf)
29. 1 2  “家庭用セメダイン 接着剤早見表”. セメダイン. 2005年9月4日時点のオリジナルよりアーカイブ。2020年9月18日閲覧。 （接着剤早見表にセメダインコンタクト、学校工作用セメダイン、プラモデル用セメダインは非掲載）
30. ↑  神津, 公「接着剤中の有機溶剤(特に酢酸エチルとトルエン)の簡易定性定量法（抄録）」『科学警察研究所報告』第26巻第1号、科学警察研究所、1973年、61頁、doi:10.11501/1781116。 (閲覧制限。URLは抄録のみ)
31. ↑  平田, 修、セメンダインKK「接着ざいの使い方」『6年の科学』第9巻第11号、学研ネクスト、1965年11月、141-145頁、doi:10.11501/1723521。 （p145:セメダイン用途早見表で、「コンタクト」とある項目は、セメダインコンタクト又は学校工作用が最適とある; p141:社名「セメンダイン」と誤記）
32. ↑  セメダイン「(広告) 楽しいセメダイン工作 その(1)」『たのしい二年生』第4巻第2号、講談社、1960年5月、70頁、doi:10.11501/1793181。「ぬってから3分ぐらいかわかしてからはりあわせます。かわいても、こちこちにかたくなりません。」 （p158もくじ引用:「(広告) セメンダイン・・・70」と誤記。p70引用:「10円」）
33. ↑  “Ｆ０６２ 接着剤（セメダイン）”. UMIN 大学病院医療情報ネットワークセンター. 中毒時の対応に関する情報（中毒情報）について. 2020年9月20日閲覧。 (umin.ac.jp 中毒時の対応に関する情報（中毒情報）について （Ｆ）文具内の「Ｆ０６２ 接着剤（セメダイン）」をダウンロード)
34. 1 2  The High Court of Justice (高等法院 (イングランド・ウェールズ)), ed (1913-12-17). “COOMBE V. MENDIT LD.” (pdf). Reports of Patent, Design and Trade Mark Cases 30 (26):  709-721. doi:10.1093/rpc/30.26.709. （判決概要:"Mendine"と"Mend-It"は似ていない）
35. 1 2 3 4  今村化學研究所 著「(広告) セメダイン」、日本文具新聞社 編『大東京文具商工名鑑』（昭和9年版）日本文具新聞社、東京、1934年、frame 236/251頁。doi:10.11501/1212475。（閲覧制限）
  - 「手工糊として今や全国を風靡する接合糊界の王座、御仕入れにはぜひ!! 各学校各雑誌御推奨 国産セメダイン」「新型チューブ入」
  - 商品写真は"CEMEDINE"（"A"の字は無い）; "WILLEFFECTUALLY STICK EVERYTHING"（"WILL"のあとにスペースが欠如）
  - 製造元:今村化學研究所、関東代理店:伊藤古一堂、関西代理店:福井商店
  - 同書p74（業者一覧電話帳中）に「今村化學研究所」の項あり
36. ↑  山田, 徹『誰にも出来る 新模型飛行機の作り方』新日本書房、1932年8月23日、41頁。doi:10.11501/1720239。2020年9月18日閲覧。「セメダイン 一カン」 (用例は「1缶」。チューブ製品の有無は言及なし)
37. ↑  八代, 和香子「セメダインの誕生と模型ブーム」『荒川ふるさと文化館だより』第35号、荒川ふるさと文化館、2016年3月31日、4頁、2020年10月9日閲覧。 (「荒川ふるさと文化館だより」一覧 内) (説明書内の商品写真ロゴは"CEMEDINE"。小チューブ5銭,中10銭,大15銭,徳用30銭。説明書上端ロゴ"N"が鏡文字。)
38. 1 2  原, 稲生「セメダイン」『続・日曜大工』池田書店、藤沢市、1958年11月5日、101-108頁。doi:10.11501/2486892。 (閲覧制限)
  - 著者はセメダイン社と無関係だが、本書pp102-106にセメダインの一般市販製品一覧表、工業用セメダインのリスト、工業用セメダイン早見表が掲載してある。
  - p103: 「蛋白質: No.341:セメダインA; No.351:膠質接着剤」(製品群総称を「膠系」と言わず広義の「蛋白質」と言っている)
39. 1 2  “商標登録0226905” (pdf). 特許情報プラットフォーム J-PlatPat (1931年7月25日). 2020年9月23日閲覧。 “出願 昭和五年七月十四日; (図案 "CEMEDINE") 指定商品 ニベ糊トカゼイントノ合成糊; 出願人 今村政司” (原文「合成糊」がOCR誤りにより「含成糊」となっている)
40. 1 2  日本文具新聞社 編『大東京文房具・事務用品・紙工品・運動用品商工電話早見』（昭和14年版）日本文具新聞社、東京、1939年。doi:10.11501/1027188。
  - p16 （広告）セメダインC 萬能接合劑 今村化學研究所「なんでもよくつく  全國で一番よく賣れる 評判の良い 萬能接合劑 新型チューブ入」
  - p130 （広告）強力萬能接合剤 サクラ糊 製造元 田丸化學工業合資會社
41. ↑  文部省大臣官房総務課 編「附録2 通達件名一覧」『終戦教育事務処理提要 第4集』（pdf）文部省大臣官房総務課、1950年、p464,p482頁。「（通達題名のみ）昭和二十二年度第二、四半期分学校工作用接着剤セメダイン配給割当について」 （ここでの「学校工作用接着剤セメダイン」は当時のセメダインCのことであって、1960年に発売される商品名「学校工作用セメダイン」とは異なる）
42. ↑  佐藤, 佐『よく飛ぶ模型飛行機』英進社、1943年6月10日、65頁。doi:10.11501/1720237。2020年9月18日閲覧。
43. ↑  東京書院 編「第67類」『日本登録商標大全』 第18集 下、東京書院、1914年12月29日、2 (frame 343/368)頁。doi:10.11501/941574。2020年9月18日閲覧。「登録商標第151882; 登録 大正十年七月十一日; (図案 "登録商標 大正 サク KTS ラ糊"); 指定商品 第67類 合成糊; 商標権者 田丸健次」
44. ↑  原田, 良雄 (1922-01-15). “(巻末広告) 六櫻社製薬品と研究書”. 写真術の話. 小西六本店. pp. 巻末広告p13. doi:10.11501/971616. "さくら寫眞糊"
45. ↑  有限会社 今村化學研究所「(広告) セメダイン A号・B号・C号」『子供の科学』第7号、誠文堂新光社、1948年、2020年10月1日閲覧。 (twimg.com)
46. ↑  @cemedinecoltd「幻の「セメダインB号」が見つかりました…！」2020年9月28日。X（旧Twitter）より2020年10月4日閲覧。
47. ↑  “事業報告書 2020年3月期（第86期）” (pdf). irpocket.com.   セメダイン. p. 7 (2020年6月8日). 2020年9月19日閲覧。 (www.cemedine.co.jp 企業情報 株主・投資家向け情報 事業報告書 内)
48. 1 2 3 4 5 6 7 8 9 10 11 12 13 14 15 16 17 18 19  “会社案内 沿革”. セメダイン. 2020年9月18日閲覧。
49. 1 2  “2003年度 環境報告書” (pdf). セメダイン. p. 7. 2020年9月19日時点のオリジナルよりアーカイブ。2020年9月19日閲覧。
50. ↑  セメダイン 一般誌での広告を二十数年ぶりに出稿
51. ↑  “株式会社カネカによる当社株式に対する公開買付けの結果 並びに親会社及びその他の関係会社の異動に関するお知らせ” (pdf). セメダイン (2016年1月14日). 2020年10月25日閲覧。 (セメダインIRニュース2016年内)
52. ↑  株式会社カネカによるセメダイン株式会社の完全子会社化に関する株式交換契約締結（簡易株式交換）のお知らせカネカ、セメダイン 2022年5月12日
53. ↑  “昭和63年（勧）第4号 勧告審決 セメダイン（株）ほか10名に対する件”. 公正取引委員会 審決等データベース (1988年). 2020年10月9日閲覧。
54. ↑  “事件名 セメダイン（事件番号 最高裁平成12年（行ツ）第159号 判決年月日 平成13年 6月14日）”. 厚生労働省. 労働委員会関係裁判例データベース. 2020年10月5日閲覧。
55. ↑  用例: 広島県商工労働局 雇用労働政策課 (2018年7月31日). “労働相談Ｑ＆Ａ 3-6 管理職組合からの団体交渉の申し入れには，応じなければならないか”. 広島県雇用労働情報サイト. 2020年10月5日時点のオリジナルよりアーカイブ。2020年10月5日閲覧。
56. ↑  厚生労働省 (2005年11月1日). “接着剤原料への石綿含有可能性調査結果について（第２回報告）”. 厚生労働省. 2020年10月5日閲覧。
57. ↑  セメダイン (2005年9月9日). “当社におけるアスベスト（石綿）の使用状況及び、健康障害調査について” (pdf). セメダイン. 2005年12月21日時点のオリジナルよりアーカイブ。2020年10月5日閲覧。 (トップページ「トピックス」では8月12日付となっているがアーカイブpdfは9月9日付版。)
58. ↑  経済産業省 (2005年9月20日). “セメダイン株式会社製造のアスベスト含有接着剤について” (pdf). 経済産業省. 2006年2月16日時点のオリジナルよりアーカイブ。2020年10月5日閲覧。
  - 後日経済産業省サイトから本発表は除去されている: “報道発表資料 2005年9月 資料一覧”. 厚生労働省 (2020年10月5日). 2020年10月5日閲覧。 (「2005年9月20日（火）掲載」欄に無い)
59. ↑  “2006年 環境報告書” (pdf). セメダイン. p. 14. 2020年10月5日閲覧。
60. ↑  “セメダイン「プラモデル用30ml」 - 回収”. 消費者庁 リコール情報サイト. 2020年9月24日閲覧。 “販売期間：2016年1月～2016年3月; （リコールの）対応開始日 2016年03月14日”
61. ↑  自主回収告示は発表後1年弱で抹消:
  - “ホームページ”. セメダイン (2017年5月12日). 2017年5月12日時点のオリジナルよりアーカイブ。2020年9月24日閲覧。 “「重要なお知らせ2016.03.14 ｜セメダイン「プラモデル用30ml」自主回収に関するお詫びとお知らせ」”
  - “ホームページ”. セメダイン (2017年6月11日). 2017年6月11日時点のオリジナルよりアーカイブ。2020年9月24日閲覧。 (告示を消している)
  - 『社会・環境報告書』でも報告していない: “社会・環境報告2006書” (pdf). セメダイン (2017年1月17日). 2020年9月24日閲覧。 (リコールの記載なし)
62. ↑  『ほこ×たて』の番組概要ページ（2013年7月28日放送分） - gooテレビ番組[リンク切れ]
63. ↑  The High Court of Justice (高等法院 (イングランド・ウェールズ)), ed (1904-01-13). “MCCAW, STEVENSON, AND ORR, LD. V. NICKOLS & CO.” (pdf). Reports of Patent, Design and Trade Mark Cases 21 (1):  15-16. doi:10.1093/rpc/21.1.15.
64. ↑  “Tube by Kay Brothers Ltd.” (英語). National Trust Collections (UK). 2020年10月3日閲覧。 “Tenasitine Adhesive Cement. Sole makers KAY BROTHERS Ltd. Stockport, Great Britain”
65. ↑  “受賞対象一覧 工作用接着剤 セメダインC”. グッドデザイン賞. ロングライフデザイン賞 (2014年). 2020年9月20日閲覧。
66. ↑  @cemedinecoltd「実は見つかったのはBだけではありません。セメダインの名前の由来になったと言われるイギリスの接着剤「メンダイン」もご寄贈くださったのです。」2020年9月28日。X（旧Twitter）より2020年10月4日閲覧。